# Schloss Friedberg (Bayern)

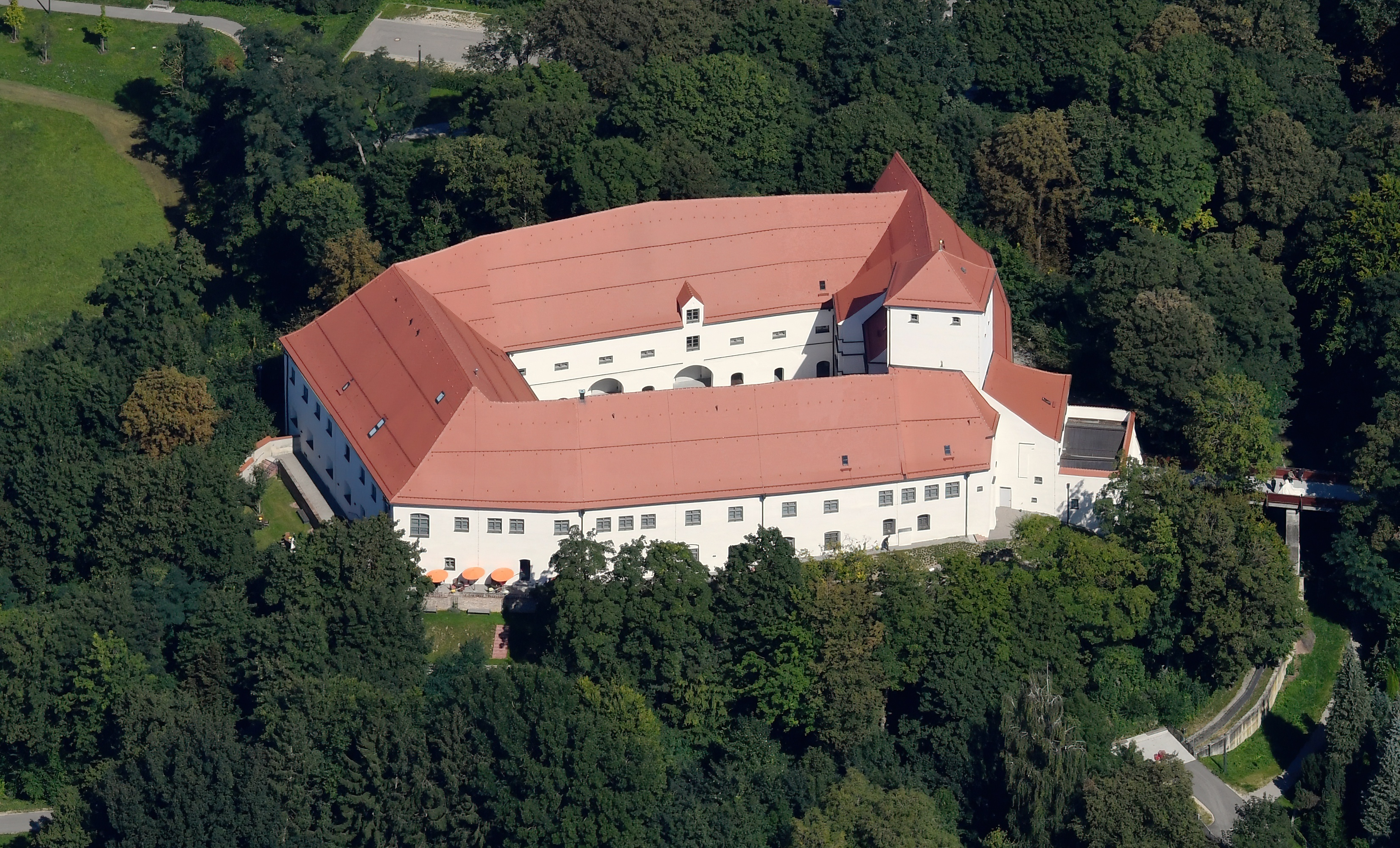
Luftbild des Schlosses Friedberg

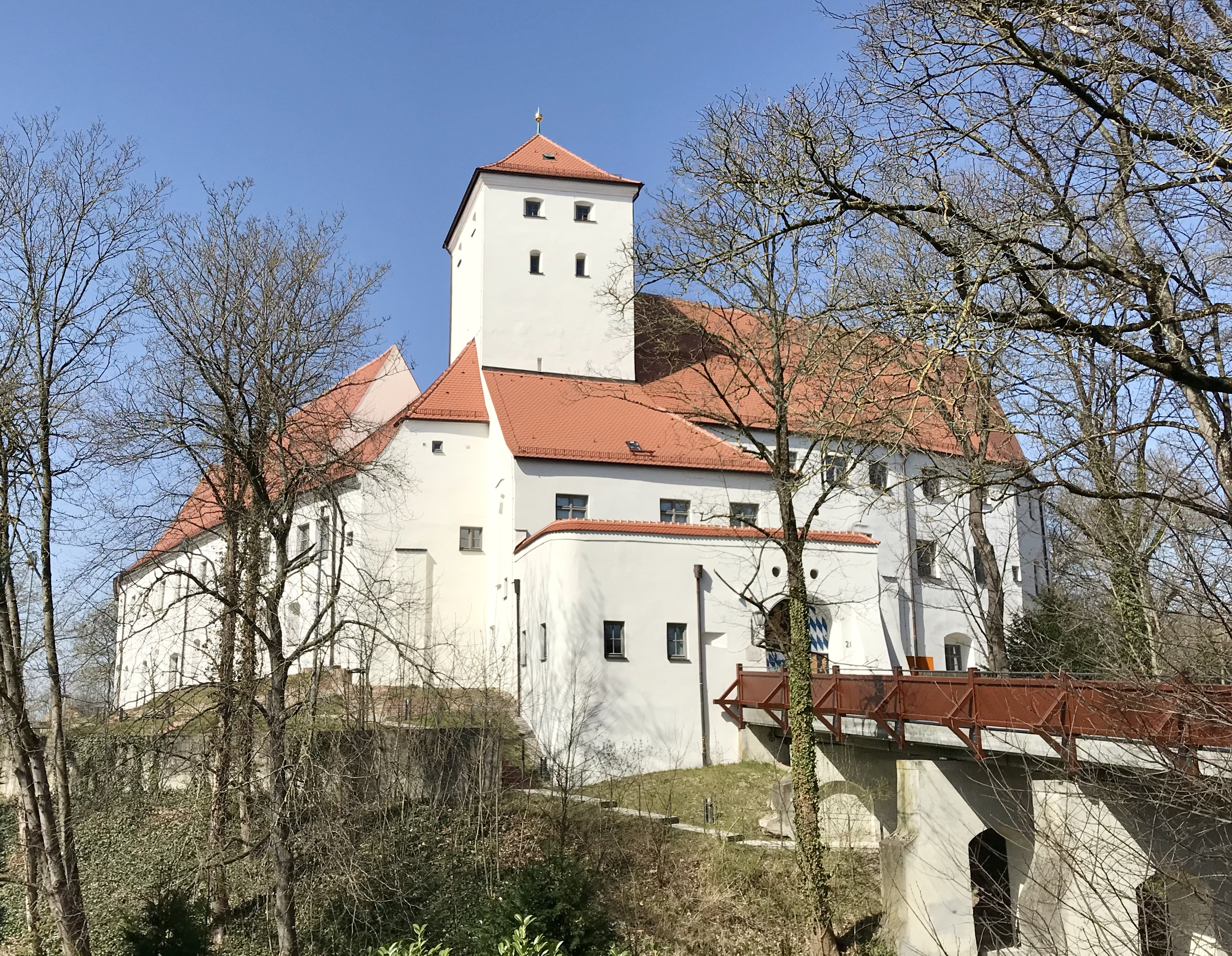
Südostseite der Schlossanlage

Das Schloss Friedberg oder Wittelsbacher Schloss ist eine Renaissanceanlage im Norden der Stadt Friedberg im Landkreis Aichach-Friedberg in Altbayern, heute Teil von Schwaben. Das gut erhaltene Baudenkmal geht auf eine hochmittelalterliche Burganlage der Herzöge von Bayern zurück und beherbergt heute das städtische Museum sowie Veranstaltungsräume.

## Geschichte
Der ungewöhnlich tiefe Halsgraben vor dem Schloss ist möglicherweise ein Hinweis auf eine frühmittelalterliche Vorgängeranlage, vielleicht eine ungarnzeitliche Schutzburg. Auf dem Lechrain liegen zwischen Thierhaupten und Mering mehrere Wehranlagen dieser Zeitstellung, so dass eine solche Wallanlage vor den Toren Augsburgs durchaus plausibel erscheint. Viele derartige Wallburgen gehen auf vor- und frühgeschichtliche Siedlungsplätze zurück. In der älteren Literatur wurde auch eine römische Wachstation oder Ansiedlung auf dem Schlossberg in Erwägung gezogen.
Die hochmittelalterliche Burg entstand 1257 unter Herzog Ludwig II. dem Strengen zum Schutz der bayerischen Zollstation an der Grenze zur Reichsstadt Augsburg. Zu dieser Zeit versuchte auch der Bischof von Augsburg, sein Hochstift über den Lech zu erweitern. 1264 folgte die planmäßige Anlage der Stadt Friedberg, deren Befestigungsanlagen an die Wehranlage angeschlossen wurden.

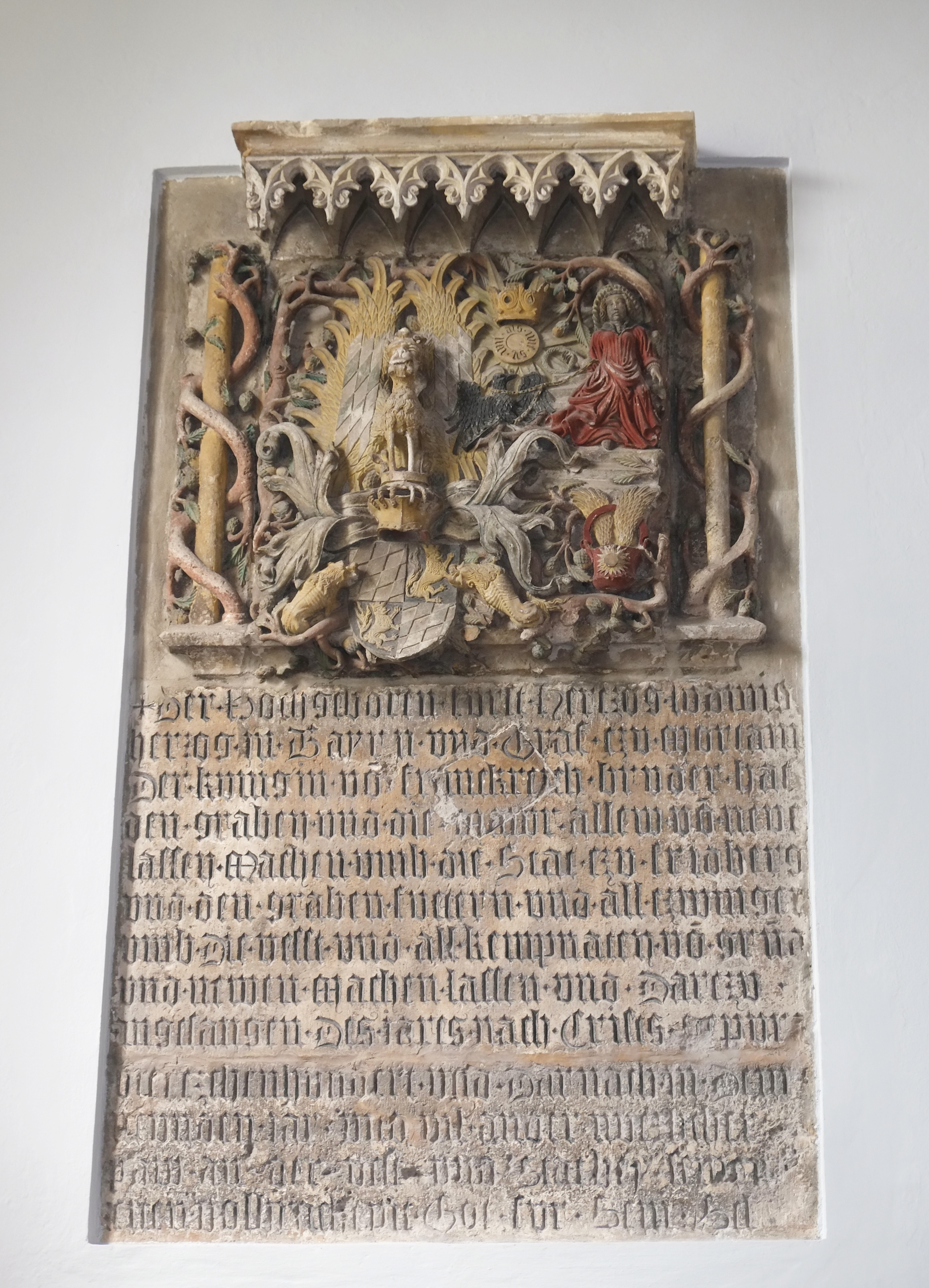
Ein Gedenkstein in St. Jakob von Herzog Ludwig den Gebarteten berichtet von Baumaßnahmen im Friedberger Schloss 1409

1409 erfolgte ein Um- und Ausbau der Veste unter Herzog Ludwig dem Gebarteten. 1541 verwüstete ein Brand die Anlage, die anschließend weitgehend erneuert werden musste. Der Entwurf für den Neubau in schlichten Renaissanceformen stammt von Jörg Stern. Ausführender Bauleiter war jedoch Narziß Krebs. Die mittelalterliche Burg wurde bei dieser Gelegenheit um den Westflügel erweitert. 1567 wurde das neue Schloss der Herzogin Christina von Lothringen als Witwensitz zugewiesen, durch deren Anwesenheit bis 1575 Friedberg für kurze Zeit zu einem Mittelpunkt des Hoflebens in Bayern wurde.
Während des Dreißigjährigen Krieges kam es zu Beschädigungen, die 1652 bis 1656 durch Marx Schinnagel beseitigt wurden. 1754 bis 1768 war eine Fayencemanufaktur in den Räumen eingerichtet. Ab 1789 diente das Schloss als Sitz der Forstverwaltung, später (ab 1803) war hier das Rentamt untergebracht. Bereits 1886 wurde ein (kunst-)historisches Museum in der Anlage eröffnet, das heute von einer akademischen Kunsthistorikerin geleitet wird. 1982 gab es eine große Neugestaltung des Museums, das damals in 14 Schauräumen auf der Nord- und Westseite des Schlosses untergebracht war. 
Ab 1977 wurde das Wittelsbacher Schloss umfassend saniert und für die Nutzung im Südflügel durch das Vermessungsamt, das hier seit 1915 ansässig war, umgebaut. 2007 wurden die Vermessungsämter Aichach und Friedberg im Zuge der bayerischen Verwaltungsreform zusammengelegt. Der Sitz des neuen Amtes ist Aichach. Die Amtsräume in Friedberg wurden dadurch frei. Gleichzeitig erwarb die Stadt das Schloss vom Freistaat und begann noch im Winter mit einer Umgestaltung des Geländes. Als erster Schritt wurde der Grüngürtel um die Anlage ausgelichtet, um das eingewachsene Ensemble wieder besser in die Stadtansicht zu integrieren. Die umfassende dreijährige Sanierung des Gebäudes für 23 Millionen Euro wurde 2018 abgeschlossen. Hierbei wurde das Gebäude entkernt und einheitlich neu gestaltet.  Das Schloss ist seitdem ein Zentrum für kulturelle Veranstaltungen; auch können Räumlichkeiten für private Veranstaltungen gemietet werden. 2019 erhielten Bürgermeister Roland Eichmann und Baureferent Carlo Haupt stellvertretend für die Stadt Friedberg die Denkmalschutzmedaille für die Instandsetzung des Schlosses. Im Zuge der Sanierung wurde das Museum im Wittelsbacher Schloss auf die Südseite verlegt und mit neuem Konzept und neuer Gestaltung im Mai 2019 wieder eröffnet.

## Beschreibung
Das Schloss liegt auf einem vorgeschobenen Geländesporn der Lechleite und wird durch einen ungewöhnlich tiefen Halsgraben von der Hochebene abgetrennt. Die Futtermauer des Burghügels musste bei der Sanierung ab 1977 weitgehend in Beton erneuert werden. Auch die mächtige Brücke über den Graben stammt aus dieser Zeit.
Man betritt das Schloss durch das Vorwerk des quadratischen Torturms, in dem noch die Reste des Bergfriedes (13. bis 15. Jahrhundert) stecken. Eine lange, kreuzgratgewölbte Torhalle führt in den Arkadenhof, dessen obere Bogenreihen allerdings vermauert sind. Der Ostflügel besitzt einen einfachen Renaissanceerker, daneben umrahmt ein Rustikaportal den Torgang. Der niedrige, ehemalige Wirtschaftsflügel liegt im Norden, auf den anderen Seiten umgeben die rund- beziehungsweise korbbogigen Arkaden den unregelmäßigen Innenhof.
Der Wehrcharakter der Anlage ist seit dem weitgehenden Neubau der Renaissancezeit deutlich reduziert, jedoch sind am Fuß des Schlossberges noch einige Mauerzüge und zwei Wehrtürme aus Ziegelmauerwerk erhalten. Nach Süden ist das Schloss durch eine Verbindungsmauer an die Stadtbefestigung angeschlossen, von der sich ebenfalls größere Teile erhalten haben. Burg und Stadt werden durch den mittelalterlichen Halsgraben getrennt, der bogenförmig zur Hangkante läuft.
Das Innere ist durch die verschiedenen Umnutzungen und Umbauten stark verändert. Gut erhalten hat sich der sogenannte Rittersaal im Erdgeschoss des Westflügels. Der gotische Saal (wohl die ehemalige Dürnitz) wird von sechs Kreuzrippengewölben überspannt.

## Museum im Wittelsbacher Schloss Friedberg
Seit der Sanierung von 2019 präsentiert sich das Museum, das zu den frühen Museumsgründungen in Bayern zählt und auf eine bald 140-jährige Geschichte zurückblicken kann, in neuem Design. Im Südflügel des Schlosses ist auf zwei Etagen die Dauerausstellung des Museums mit verschiedenen Abteilungen eingerichtet. Neben Schloss- und Stadtgeschichte werden die prachtvollen Friedberger Uhren präsentiert. Zudem werden Friedberger Fayencen,  Archäologie mit bedeutenden überregionalen Funden sowie sakrale Kunst ausgestellt. In der Abteilung moderner Friedberger Kunst werden neben Werken des Grafikers Fritz Schwimbeck und des Malers Karl Müller-Liedeck Münzen von Reinhart Heinsdorff, dem Gestalter des deutschen Eurocent, präsentiert. Es gibt vielfältige Mitmachstationen und Medienangebote sowie ein Museumscafé mit Zugang zum Schlossgarten. Das Museum bietet neben Sonderausstellungen auch Führungen und workshops an.

## Trivia
2015 beauftragte der Friedberger Bürgermeister Roland Eichmann ein Feng-Shui-Gutachten über das Schloss. Laut Medienberichten solle er vermuten, dass dort "negative Kräfte" aufgrund der kriegerischen Geschichte des Gebäudes am Werk seien. Dass dieses Gutachten, wie berichtet, damit zusammenhänge, dass sein Hund in dem Schloss immer unruhig würde, wies Eichmann zurück. Er selbst glaube eher nicht an Feng Shui und sei lediglich einer Empfehlung aus der Stadtverwaltung gefolgt. Die Diskussion um dieses Gutachten sowie auch der Streit um eine spätere satirische Auseinandersetzung mit dem Fall sorgten wiederholt für ein überregionales Medienecho.

## Galerie

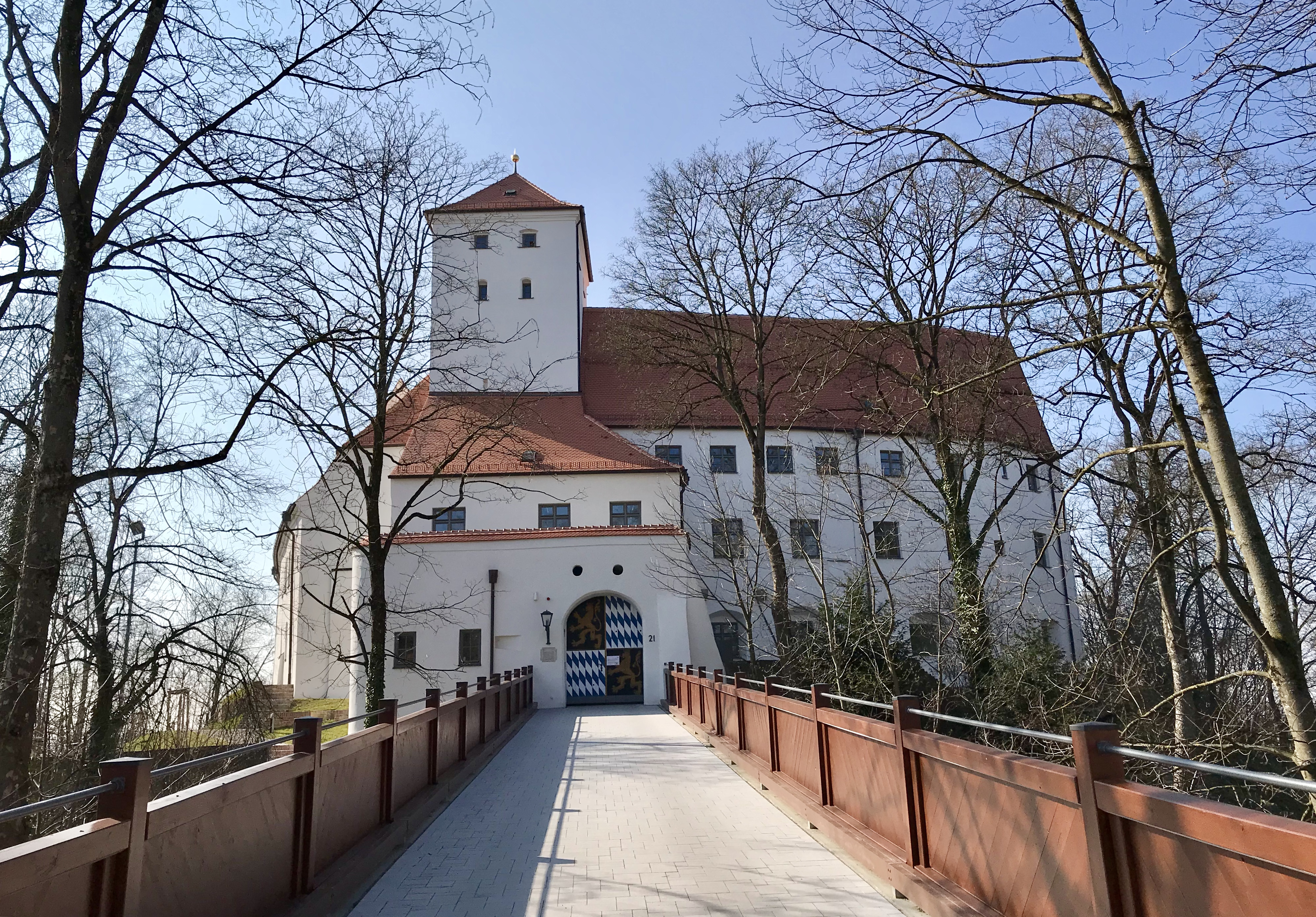
Ansicht von Osten über den Halsgraben
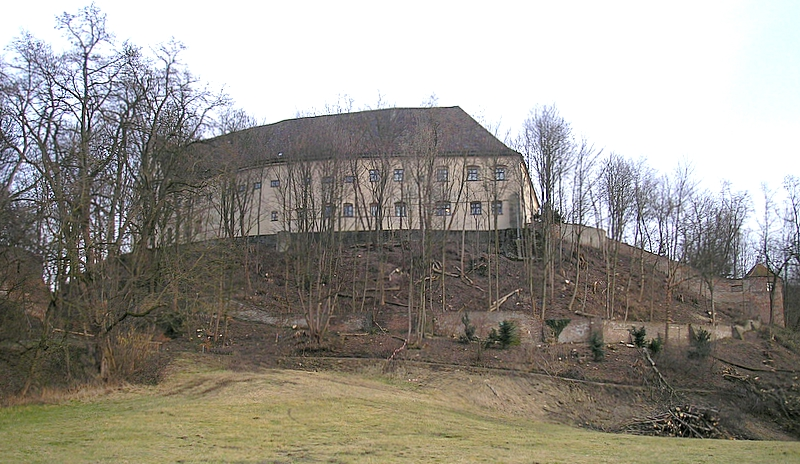
Gesamtansicht von Westen während der Auslichtungsarbeiten im November 2006
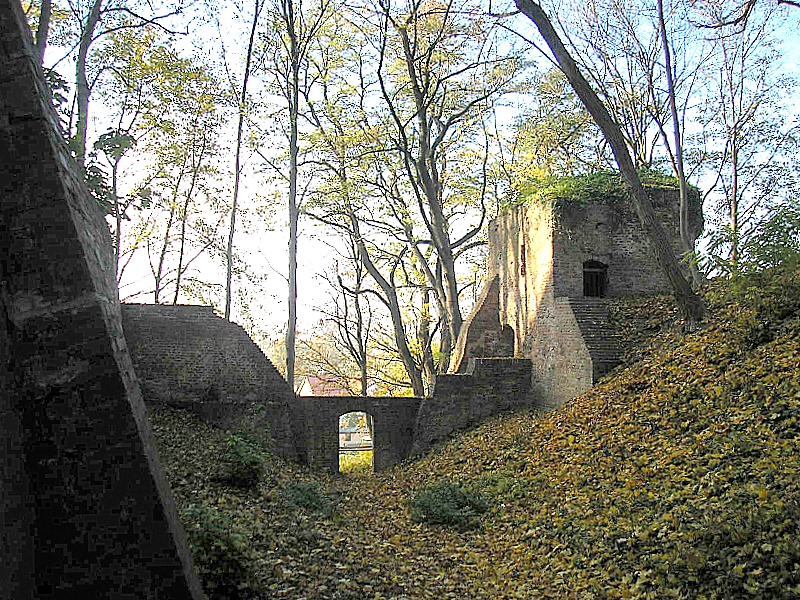
Die Befestigung des nordwestlichen Grabenauslaufes
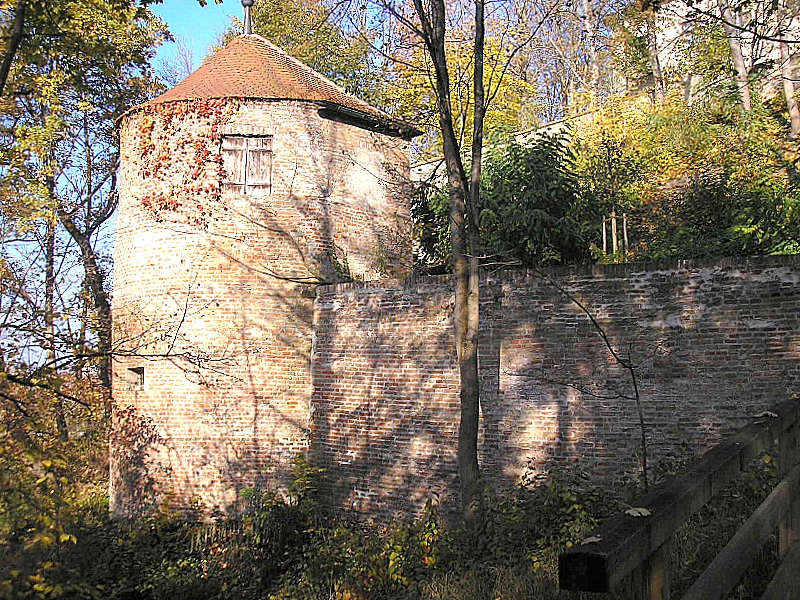
Wehrturm am südwestlichen Grabenauslauf
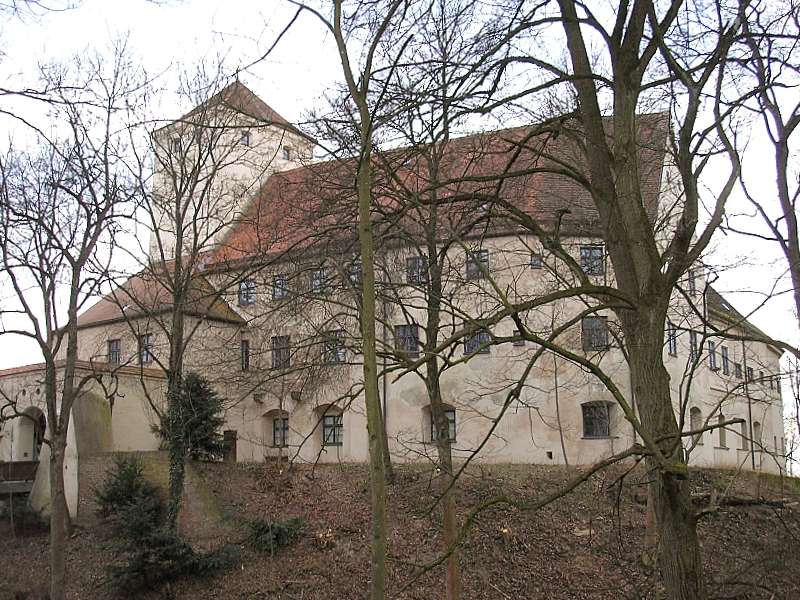
Die Nordostseite
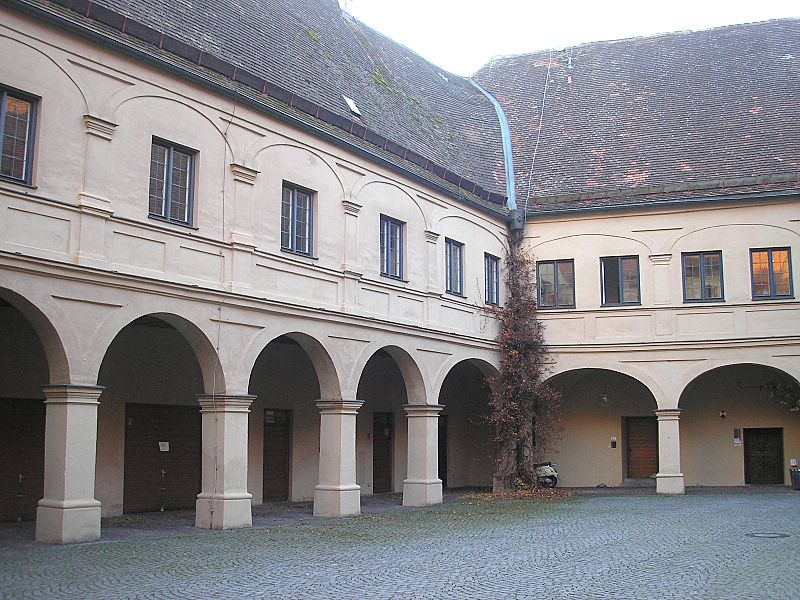
Der Arkadenhof nach Südwesten
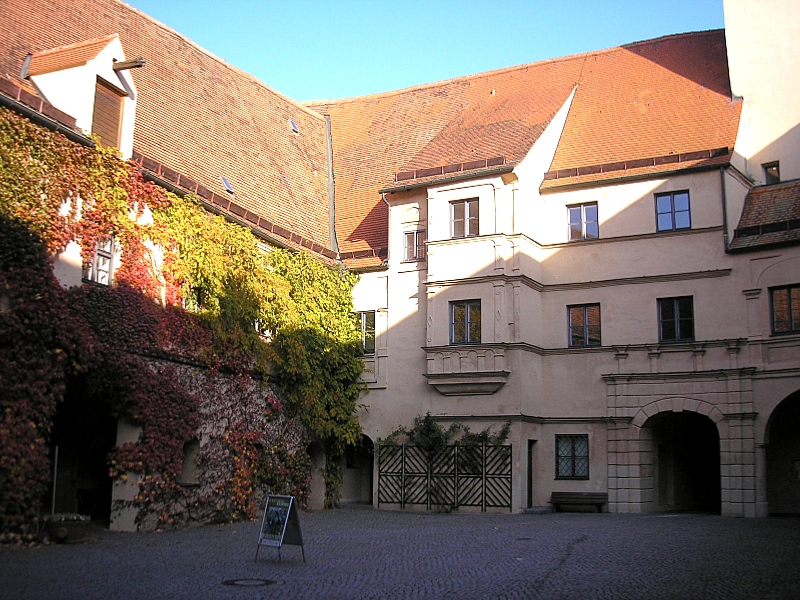
Der Nord- und der Ostflügel mit dem Renaissanceerker
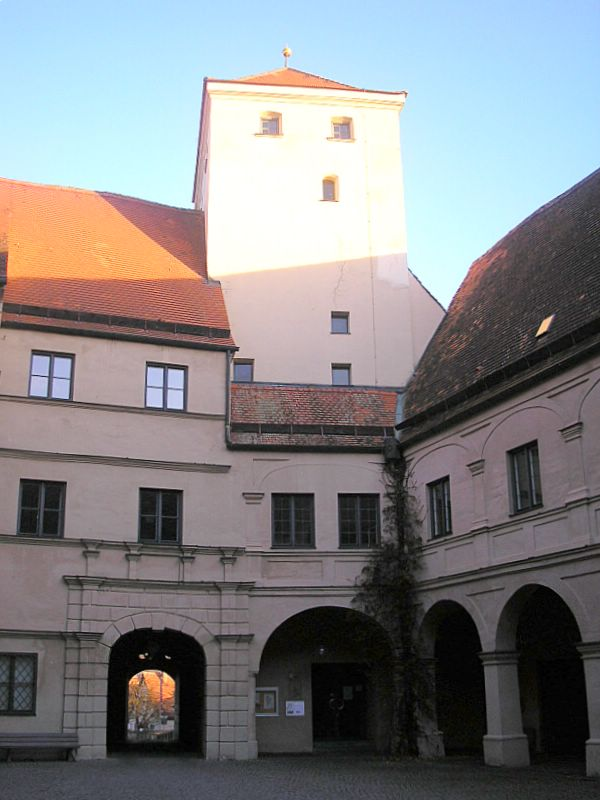
Rückblick zum Torturm